# Persecuzione dei serbi durante la seconda guerra mondiale

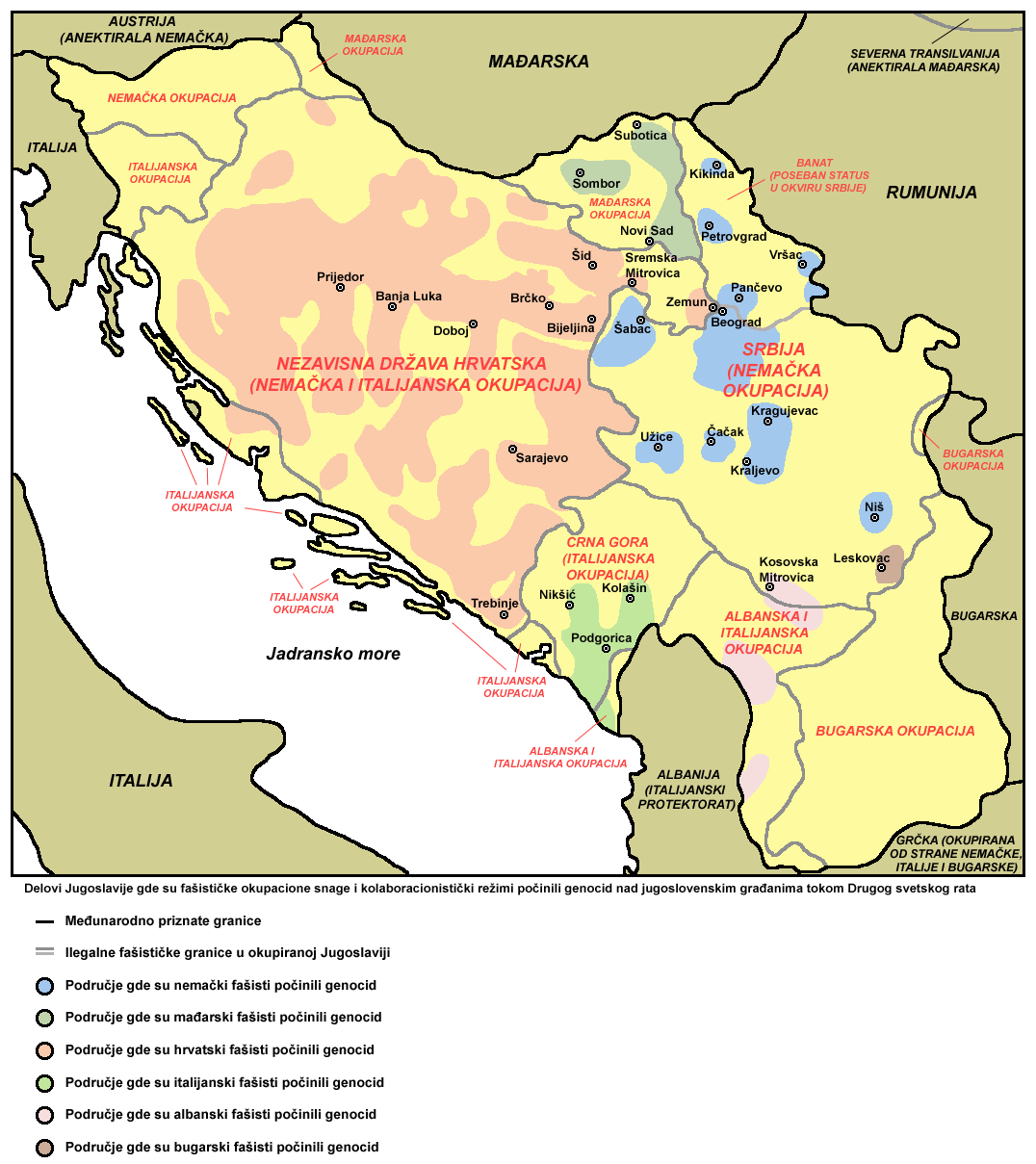
Territori nei quali ci furono violenze ai danni della popolazione civile durante la seconda guerra mondiale
In blu violenze da parte dei tedeschi
In rosa scuro violenze da parte degli Ustascia croati
In verde chiaro violenze da parte degli italiani
In verde scuro violenze da parte degli ungheresi
In rosa chiaro violenze da parte degli albanesi
In marrone violenze da parte dei bulgari

Le persecuzione dei serbi durante la seconda guerra mondiale o Genocidio dei serbi furono una serie di abusi e violenze compiuti nei confronti dei serbi soprattutto di confessione ortodossa, in particolar modo da parte delle milizie locali collaborazioniste delle forze di occupazione nazifasciste.
Durante la seconda guerra mondiale, nello Stato Indipendente di Croazia (NDH) governato dal regime degli Ustascia, furono uccise tra 330 000 e 700 000 persone, mentre 250 000 furono espulse e altre 200 000 furono costrette a convertirsi al cattolicesimo. Le vittime furono tutte di etnia serba e tra esse vanno inclusi anche 37 000 ebrei.
La stima dello United States Holocaust Memorial Museum riporta che le autorità croate uccisero tra 330 000 e 390 000 abitanti di etnia serba di Croazia e Bosnia durante il periodo del governo Ustascia, di cui tra 60 000 e 70 000 furono uccisi nel campo di concentramento di Jasenovac.
Il memoriale di Jasenovac elenca i nomi di 75 159 uccisi in questo campo di concentramento.

## Numero delle vittime
Il numero totale delle vittime della guerra in Jugoslavia è compreso tra 947 000 e 1 800 000, secondo le stime di diversi storici:
- Dolfe Vogelnik (1 814 000);
- Vladimir Stipetic (1 700 000);
- Paul Mayer e Arthur Campbell (1 067 000);
- Vladimir Žerjavić (1 027 000) (di cui 947 000 nel paese ed 80 000 fuori dal paese);
- Bogoljub Kočović (1 014 000).

## Inizio delle persecuzioni
Dopo l'invasione del 1941, il Regno di Jugoslavia fu diviso in diverse zone di occupazione.
Il territorio fu diviso tra gli occupanti come segue:
- La Germania nazista annetté parte della Slovenia e occupò il Banato.
- L'Ungheria occupò Bačka, Baranja, Međimurje e Prekmurje.
- La Bulgaria occupò il sud (compreso il territorio della attuale Repubblica di Macedonia del Nord).
- L'Italia occupò il Montenegro e il Sangiaccato, parte della Slovenia, la Dalmazia e anche la provincia del Kosovo fu annessa al Regno d'Albania italiano.
- Una parte della Serbia, fu affidata al governo collaborazionista di Milan Nedić.
- Lo Stato Indipendente di Croazia, Stato fantoccio dell'Asse, si estese su Croazia, Bosnia, Erzegovina e Sirmia.

## Persecuzione dei serbi in Croazia
Sotto la guida di Ante Pavelić, i nazisti croati iniziarono la persecuzione e le uccisioni di serbi, ebrei e rom. Le stime sul numero dei serbi uccisi nella seconda guerra mondiale varia da 500 000 a 1 200 000 persone.

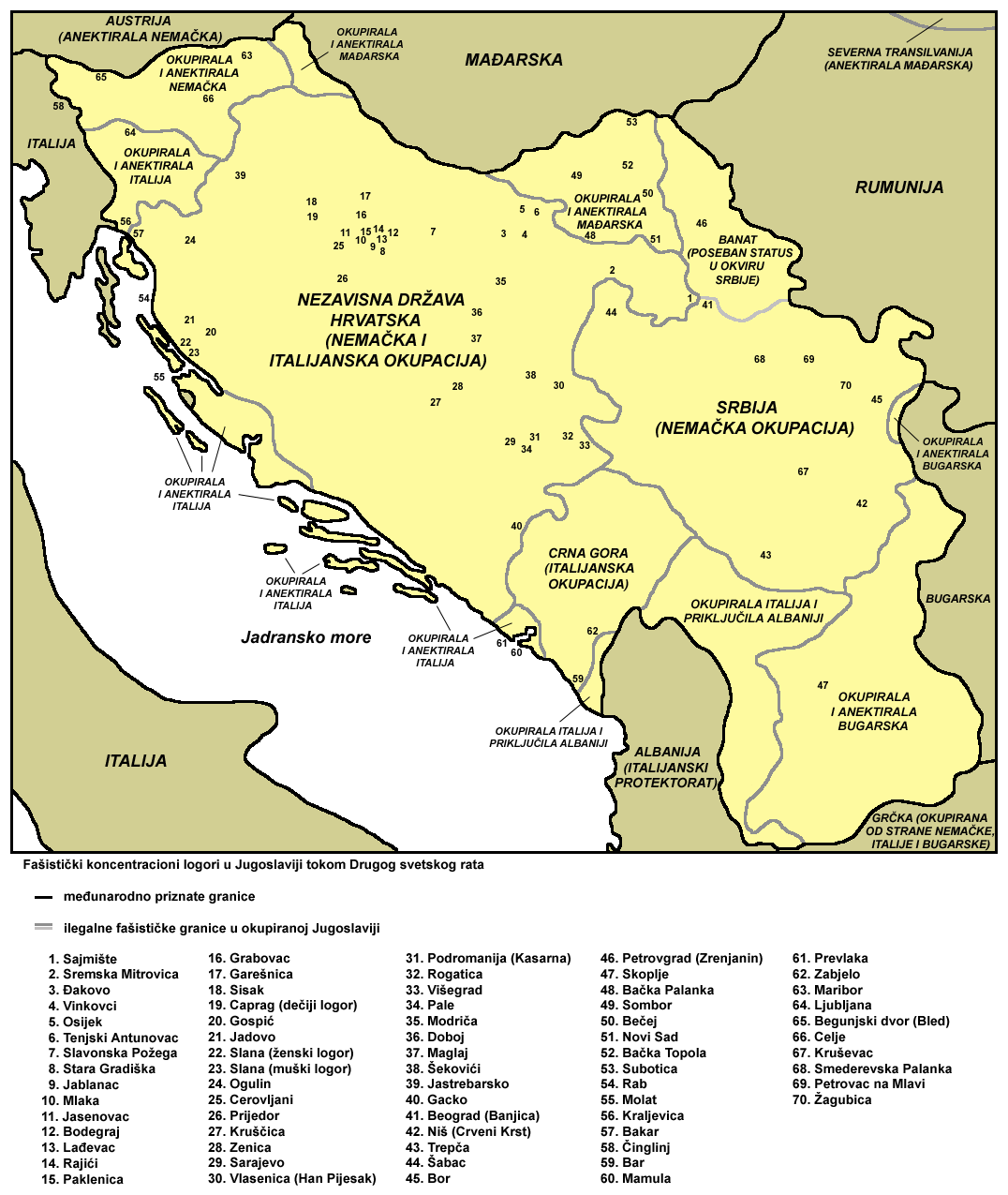
Principali campi di concentramento nel paese.

Ad esempio, il rappresentante di Hitler, Hermann Neubacher scrisse:
I campi di concentramento e noti siti di esecuzione nella NDH sono stati:
- Campo di concentramento di Jasenovac,
- Campo di concentramento di Stara Gradiška - una parte del campo di concentramento di Jasenovac (Campo V Stara Gradiska),
- Campo di Jadovno (vicino a Gospić),
- Campo di concentramento di Đakovo,
- Campo di Danica  (vicino a Koprivnica),
- Campo di concentramento di Arbe (isola di Arbe),
- Campo di Pago (isola di Pago),
- Campo di concentramento di Mataina (isola di Pago),
- Campo di concentramento di Jastrebarsko (un campo di concentramento per bambini),
- Campo di Loborgrad,
- Campo di concentramento di Gornja Rijeka,
- Campo di Tenja,
- Campo di concentramento di Sajmište,
- Campo di Sisak,
- Campo di concentramento di Kerestinec,
- Campo di Kruščica,
- Campo di Lepoglava,
- Campo di Caprag.

Un numero imprecisato di serbi e rom è stato ucciso, al di fuori dei campi di concentramento in siti diversi di esecuzione, gettati in pozzi, fiumi e altri luoghi.

## Persecuzioni nella Serbia occupata
In Serbia non ci furono grandi episodi di uccisione di civili, tranne l'episodio nell'ottobre 1941, quando l'esercito tedesco occupante uccise fra 2 500 e 5 000 persone nel massacro di Kragujevac.

### Situazione in Voivodina
Durante i quattro anni di occupazione, le forze dell'Asse commisero numerosi crimini di guerra contro la popolazione civile in Voivodina, dove uccisero circa 50 000 persone e circa 280 000 furono arrestate, torturate o internate. Le vittime erano per lo più serbi, ma anche ebrei e rom, oltre a slovacchi, bunjevci e romeni.

### Situazione in Kosovo
Durante la seconda guerra mondiale, gli Italiani annessero il Kosovo al Regno albanese. L'inclusione del Kosovo in un'entità geo-politica albanese fu seguita da ampie persecuzione di non-albanesi (per lo più serbi) dai fascisti albanesi. La maggior parte dei crimini di guerra sono stati perpetrati dalle SS Skenderbeg Division e dal Balli Kombëtar. Dai 10 000 ai 30 000 serbi sono stati uccisi e altri 100 000 furono espulsi.
Mustafa Merlika Kruja, l'allora primo ministro dell'Albania, è stato in Kosovo nel giugno 1942, e in un incontro con i leader albanesi del Kosovo affermò:
Nel mese di aprile 1943, Heinrich Himmler creò la 21. Waffen-Gebirgs-Division der SS "Skanderbeg" presidiata da volontari albanesi e kosovari. Dall'agosto 1944, la divisione partecipò alle operazioni contro i partigiani jugoslavi e serbi, massacrando la popolazione locale.